# Bruno Mancinotti
Bruno Mancinotti (Roma, 1º aprile 1923 – Roma, 25 maggio 1997) è stato un pittore e scultore italiano.

## Biografia
Allievo di Filippo de Pisis, fu tra i primi sperimentatori della pop art in Italia. 
Le opere di Bruno Mancinotti si trovano nelle maggiori collezioni pubbliche e private italiane, francesi, olandesi, svizzere, tedesche e americane. Dal 1952 realizza numerose personali sia in Italia che all’estero e partecipa alle rassegne più significative tra cui l’VIII (1959) e la IX Quadriennale di Roma (1965). I maggiori critici italiani seguono l’evolversi della sua arte e vengono pubblicate le monografie di Giovanni Comisso, di Luigi Carluccio, di Franco Solmi e di Elio Mercuri “Pop art”.
Nel 1969 espone al Museo del Petit-Palais di Ginevra le sue famose “visioni cosmiche” con una presentazione al catalogo di Giulio Carlo Argan. Segue la pubblicazione di un’altra monografia, con il testo di Enrico Crispolti, dedicata esclusivamente alle sue sculture in acciaio. Realizza per l’Accademia d’arte drammatica “Silvio d’Amico” la scenografia per “Il male corre” di J. Audiberti. Le sue opere si trovano al Museo di Roma, Museo di La Spezia, Museo di Lucca, Museo Petit Palais di Ginevra, Museo di Francoforte, Museo di Zurigo, Museo di Lugano, Museo di scultura di Castellanza, Legnano.

## Opere
- Bruno Mancinotti, a cura di Franco Solmi. Roma, 1970
- Bruno Mancinotti POP ART - Opere dal 1952 al 1989, a cura di Elio Mercuri, Editalia 1990